# Dyfuzja innowacji
Dyfuzja innowacji – ostatni etap procesu innowacji, nazywany również upowszechnieniem. Dyfuzja stanowi „proces przyswajania danej innowacji w coraz to nowszych systemach społecznych”. „Dyfuzja innowacji jest procesem rozprzestrzeniania się, upowszechniania innowacji w firmie i gospodarce, występującym wówczas, gdy po pierwszym udanym zastosowaniu nowego rozwiązania technicznego lub organizacyjnego następuje jej przyswojenie przez inne przedsiębiorstwa”.
Po wprowadzeniu nowego produktu na rynek następuje przekazywanie informacji – rozpoczyna się proces uczenia (w szczególności: „uczenie się przez robienie”, ang. learning by doing), w którym biorą udział:
- producent, który wprowadził innowację (doskonalenie innowacji na podstawie informacji zwrotnych),
- potencjalni nabywcy (poznawanie nowego produktu, w celu podjęcia decyzji o jego zakupie),
- przyszli naśladowcy (rozpoznanie najważniejszych cech innowacji, sposobu wytwarzania i rozpoczęcie własnej produkcji).

Badania nad dwoma podstawowymi wymiarami dyfuzji – czasem i przestrzenią, pozwoliły na szczegółowe scharakteryzowanie cyklu dyfuzji oraz doprowadziły do sformułowania następujących wniosków:
- proces przestrzennej innowacji to rozprzestrzenianie się przedmiotu – fizycznej rzeczy, a nie efektów innowacji,
- dyfuzja innowacji jest procesem długotrwałym, sięgającym nawet 20 lat w przypadku innowacji przełomowych i kilku lat w przypadku innowacji usprawniających,
- w początkowych fazach dyfuzja przebiega powoli, następnie nabiera tempa,
- szybkość dyfuzji zależy przede wszystkim od skali innowacji,
- przebieg procesu dyfuzji może przebiegać zgodnie z funkcją liniową, wykładniczą lub też mieć rozkład logistyczny.

## Model dyfuzji innowacji E.M. Rogersa[5]
Według E.M. Rogersa odrzucenie lub przyjęcie innowacji zależy od następujących czynników:
1. Względna dogodność innowacji. Innowacja powinna zapewniać wzrost efektywności społeczno-ekonomicznej i być dogodniejsza niż rozwiązanie dotychczasowe.
2. Kompatybilność (zgodność) innowacji. Innowacja niekompatybilna jest niezrozumiała i nieistotna, a w rezultacie zostaje odrzucona. Zgodność innowacji z istniejącymi normami, wartościami oraz doświadczeniem sprzyja jej upowszechnianiu.
3. Kompleksowość innowacji. Cecha określona przez stopień trudności w zrozumieniu, przyjęciu i stosowaniu nowego rozwiązania.
4. Podzielność innowacji. Możliwość stopniowego wprowadzania lub przyjmowania innowacji.
5. Przystępność innowacji. Innowacja jest przystępna, jeżeli jej charakter i proces jej wykorzystania jest zrozumiały i łatwy do przedstawienia.

Model dyfuzji innowacji E.M. Rogersa – powstały w wyniku badań empirycznych, udowadnia, iż występuje kilka kategorii nabywców, którzy reprezentują odmienne nastawienie do nowości. Wyróżnia on osoby stale poszukujące nowości oraz te, które preferują wypróbowane i sprawdzone przez innych produkty. Krzywa sprzedaży ma rozkład normalny – po urynkowieniu innowacji następuje powolny wzrost sprzedaży, a następnie przyspieszenie, osiągnięcie punktu szczytowego, aż w rezultacie spadek liczby nabywców.
Innowatorzy stanowią 2,5% całej zbiorowości – lubią ryzyko, próbują nowości. Wcześni naśladowcy to 13,5% – są liderami, kształtują opinię w danej społeczności, nowość kupują jednak z pewną ostrożnością. Wczesna większość to 34% – przyswaja ona nowy produkt wcześniej niż przeciętni nabywcy. Późna większość – 34%, to sceptycy akceptujący produkt po wypróbowaniu go przez innych. Ostatnia grupa to maruderzy – 16%, grupa nabywców obawiająca się zmian, absorbuje innowację, gdy staje się ona powszechna lub niezbędna. 

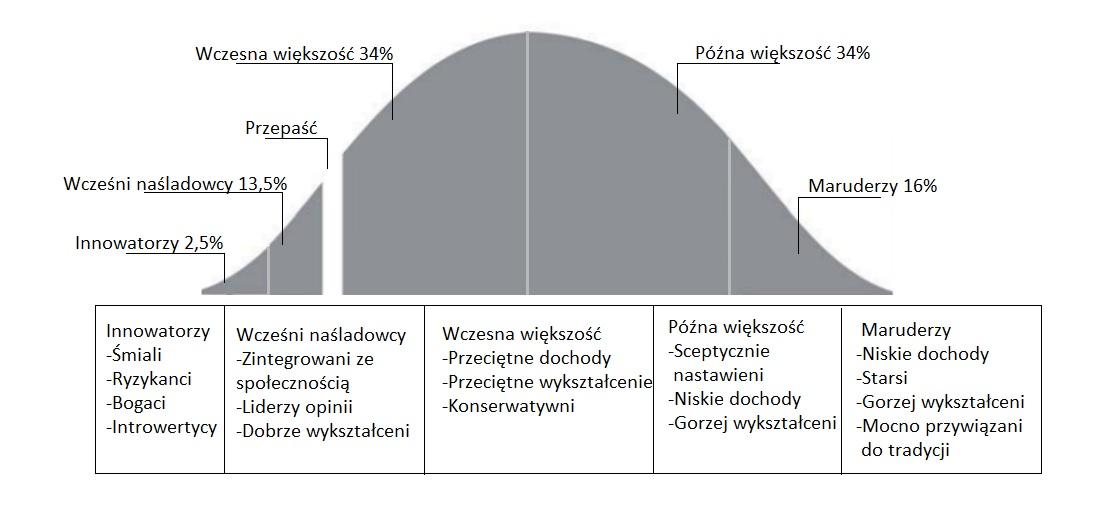
Model dyfuzji E.M. Rogersa

Konieczne jest zdobycie odpowiedniej wiedzy na temat klientów i dotarcie w pierwszej kolejności do innowatorów, w celu przekonania ich o słuszności zakupu innowacji. Należy jednak pamiętać, że dany nabywca może być innowatorem w jednej dziedzinie, a w innej być maruderem, dlatego wszelka identyfikacja grup na podstawie wcześniejszych opinii i doświadczeń powinna mieć charakter jedynie szacunkowy.
Jednym z badaczy koncepcji Rogersa był G. Moore, który w swojej publikacji Crossing the Chasm z 1999 roku, przedstawił koncepcje luk między grupami klientów. Największa luka, nazwana przez niego "przepaścią" istnieje między wczesnymi naśladowcami i wczesną większością.

## Proces dyfuzji innowacji
Dyfuzja innowacji następuje poprzez pięcioetapowy proces podejmowania decyzji. Występuje poprzez szereg kanałów komunikacyjnych w określonym czasie, wśród członków systemu społecznego.  Początkiem procesu dyfuzji jest data inicjalnej innowacji, a jego koniec jest trudny do określenia, gdyś po dyfuzji w skali krajowej, często rozpoczyna się proces dyfuzji w skali międzynarodowej. 
Dyfuzja została po raz pierwszy opisana jako proces przez Ryana i Grossa w 1943 roku. A E.M. Rogers opisał dyfuzję innowacji jako pięć etapów w książce o tytule Diffusion of Innovations, która została wydana po raz pierwszy w 1962 roku, najpóźniejsze, piąte wydanie, pochodzi z 2003 roku. Pięć kroków dyfuzji innowacji według E.M. Rogersa:
- Świadomość (Awareness)
- Zainteresowanie (Interest)
- Ocena (Evaluation)
- Próba(Trial)

- Adaptacja (Adoption)

Jednostki mogą odrzucić innowacje na dowolnym etapie procesu adopcji. 
W późniejszych wydaniach książki E.M Rogers zmienia nazewnictwo pięciu etapów na:
- Wiedza (knowledge)- początkowo kiedy jednostka ma do czynienia z innowacją, nie ma na jej temat informacji, brakuje jej wiedzy. Podczas tego etapu, osoba nie ma potrzeby żeby szukać informacji na temat innowacji.
- Perswazja (persuasion)- jednostka jest zainteresowana innowacją i szuka na jej temat informacji, szczegółów.
- Decyzje (decision)- jednostka rozważa wady/zalety korzystania z danej innowacji i podejmuje decyzje o akceptacji lub odrzuceniu innowacji[8]. Rogers zauważa, że ten etap jest najtrudniejszy aby zbadać go w sposób empiryczny[10].
- Wdrożenie (implementation)- po akceptacji innowacji, osoba wdraża innowacje w stopniu zależnym od sytuacji. Podczas tego etapu, jednostka weryfikuje przydatność innowacji i może szukać dodatkowych informacji o niej[11].
- Potwierdzenie (confirmation)- osoba podejmuje decyzję o kontynuowaniu używania innowacji. Etap ten ma charakter intrapersonalny (może powodować dysonans poznawczy) i interpersonalny, potwierdzający, że grupa podjęła właściwą decyzję.

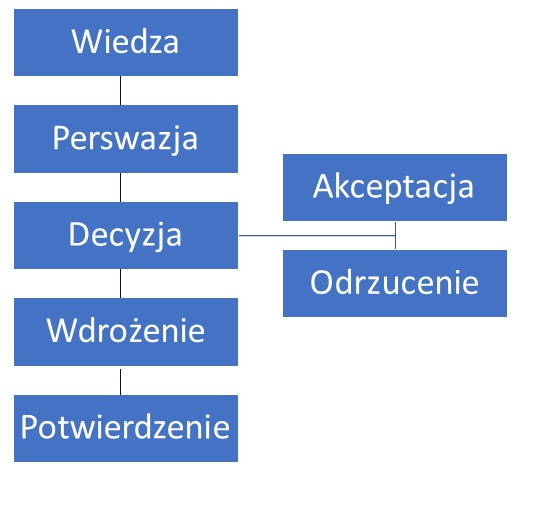
Proces dyfuzji innowacji E.M. Rogersa

W kolejnych wydaniach, opis poszczególnych kategorii się nie zmieniał. 

## Niepowodzenie dyfuzji
Nieudana dyfuzja nie oznacza, że nikt nie zaadaptował technologii, a odnosi się do sytuacji gdy innowacja nie zbliża się do stuprocentowej adopcji, z powodu własnych słabości, konkurencji lub braku świadomości ze strony odbiorców. Z punktu widzenia sieci społecznych, nieudana dyfuzja może być powszechnie przyjęta w niektórych społecznościach (np. wśród specjalistów), ale nie dotarła do bardziej odległych osób. Społeczności, które są nadmiernie połączone mogą ucierpieć z powodu braku elastyczności i w rezultacie zapobiegać zmianom, które może przynieść innowacja. Niektóre innowacje nie powiodły się w wyniku braku zaangażowania na poziomie lokalnym lub braku udziały społeczności.

## Konsekwencje przyjęcia innowacji
Można wyróżnić zarówno pozytywne jak i negatywne konsekwencje przyjęcia innowacji. Rogers wymienia trzy kategoria tychże konsekwencji:
- pożądane i niepożądane
- bezpośrednie i pośrednie
- przewidywane i nieoczekiwane

Wejnert z kolei wymienia dwa rodzaje konsekwencji przyjęcia danej innowacji:
- publiczne i prywatne
- korzyści i koszty

Sam Rogers podkreślał, że ta dziedzina wymaga dalszych badań, ze względu na stronniczość badań związanych z innowacjami. 